# Sztutowo (gromada)
Sztutowo – dawna gromada, czyli najmniejsza jednostka podziału terytorialnego Polskiej Rzeczypospolitej Ludowej w latach 1954–1972.
Gromady, z gromadzkimi radami narodowymi (GRN) jako organami władzy najniższego stopnia na wsi, funkcjonowały od reformy reorganizującej administrację wiejską przeprowadzonej jesienią 1954 do momentu ich zniesienia z dniem 1 stycznia 1973, tym samym wypierając organizację gminną w latach 1954–1972.
Gromadę Sztutowo z siedzibą GRN w Sztutowie utworzono – jako jedną z 8759 gromad na obszarze Polski – w powiecie nowodworsko-gdańskim w woj. gdańskim na mocy uchwały nr 22/III/54 WRN w Gdańsku z dnia 5 października 1954. W skład jednostki weszły obszary dotychczasowych gromad Kąty, Skowronki i Sztutowo ze zniesionej gminy Sztutowo w tymże powiecie. Dla gromady ustalono 14 członków gromadzkiej rady narodowej.
1 stycznia 1962 do gromady Sztutowo włączono obszar zniesionej gromady Łaszka w tymże powiecie.
31 lipca 1968 z gromady Sztutowo wyłączono obszar Państwowego Gospodarstwa Rolnego Grochowo I, włączając go do gromady Rybina w tymże powiecie.
1 stycznia 1972 do gromady Sztutowo włączono tereny z obrębu Rybina o powierzchni 461,58 ha ze zniesionej gromady Rybina w tymże powiecie.
Gromada przetrwała do końca 1972 roku, czyli do kolejnej reformy gminnej. 1 stycznia 1973 w powiecie nowodworsko-gdańskim reaktywowano zniesioną w 1954 roku gminę Sztutowo (obecnie gmina jest w powiecie nowodworskim w woj. pomorskim).